# Miremont (Haute-Garonne)
Pour les articles homonymes, voir Miremont.
Miremont est une commune française située dans le centre du département de la Haute-Garonne en région Occitanie.
Sur le plan historique et culturel, la commune est dans le Lauragais, l'ancien « Pays de Cocagne », lié à la fois à la culture du pastel et à l’abondance des productions, et de « grenier à blé du Languedoc ». Exposée à un climat océanique altéré, elle est drainée par l'Ariège, la Lantine, la Mouillonne, la Lichonne, le Rieutort, l'Esquers et par divers autres petits cours d'eau. La commune possède un patrimoine naturel remarquable : un site Natura 2000 (« Garonne, Ariège, Hers, Salat, Pique et Neste »), un espace protégé (« la Garonne, l'Ariège, l'Hers Vif et le Salat ») et trois zones naturelles d'intérêt écologique, faunistique et floristique.
Miremont est une commune rurale qui compte 2 787 habitants en 2022, après avoir connu une forte hausse de la population depuis 1975. Elle fait partie de l'aire d'attraction de Toulouse.
Ses habitantes sont appelées les Miremontaises, ses habitants sont appelés les Miremontais.

## Géographie

### Localisation
La commune de Miremont se trouve dans le département de la Haute-Garonne, en région Occitanie.
Elle se situe à 26 km à vol d'oiseau de Toulouse, préfecture du département, à 12 km de Muret, sous-préfecture, et à 5 km d'Auterive, bureau centralisateur du canton d'Auterive dont dépend la commune depuis 2015 pour les élections départementales.
La commune fait en outre partie du bassin de vie d'Auterive.
Les communes les plus proches sont : 
Lagrâce-Dieu (3,4 km), Auribail (3,5 km), Puydaniel (4,0 km), Grépiac (4,6 km), Beaumont-sur-Lèze (4,9 km), Auterive (5,2 km), Lagardelle-sur-Lèze (5,2 km), Mauressac (5,4 km).
Sur le plan historique et culturel, Miremont fait partie du Lauragais, occupant une vaste zone, autour de l’axe central que constitue le canal du Midi, entre les agglomérations de Toulouse au nord-ouest et Carcassonne au sud-est et celles de Castres au nord-est et Pamiers au sud-ouest. C'est l'ancien « Pays de Cocagne », lié à la fois à la culture du pastel et à l’abondance des productions, et de « grenier à blé du Languedoc ».
Miremont est limitrophe de sept autres communes.
Les communes limitrophes sont  Auribail, Auterive, Beaumont-sur-Lèze, Grépiac, Lagardelle-sur-Lèze, Lagrâce-Dieu et Vernet.
| Lagardelle-sur-Lèze | Vernet       | Grépiac  |
| Beaumont-sur-Lèze   | Miremont     | Auterive |
| Auribail            | Lagrâce-Dieu |          |

### Géologie
La commune de Miremont est établie dans la plaine de l'Ariège en rive gauche.
La superficie de la commune de Miremont est de 2 240 hectares ; son altitude varie de 167  à   291 mètres.

### Hydrographie

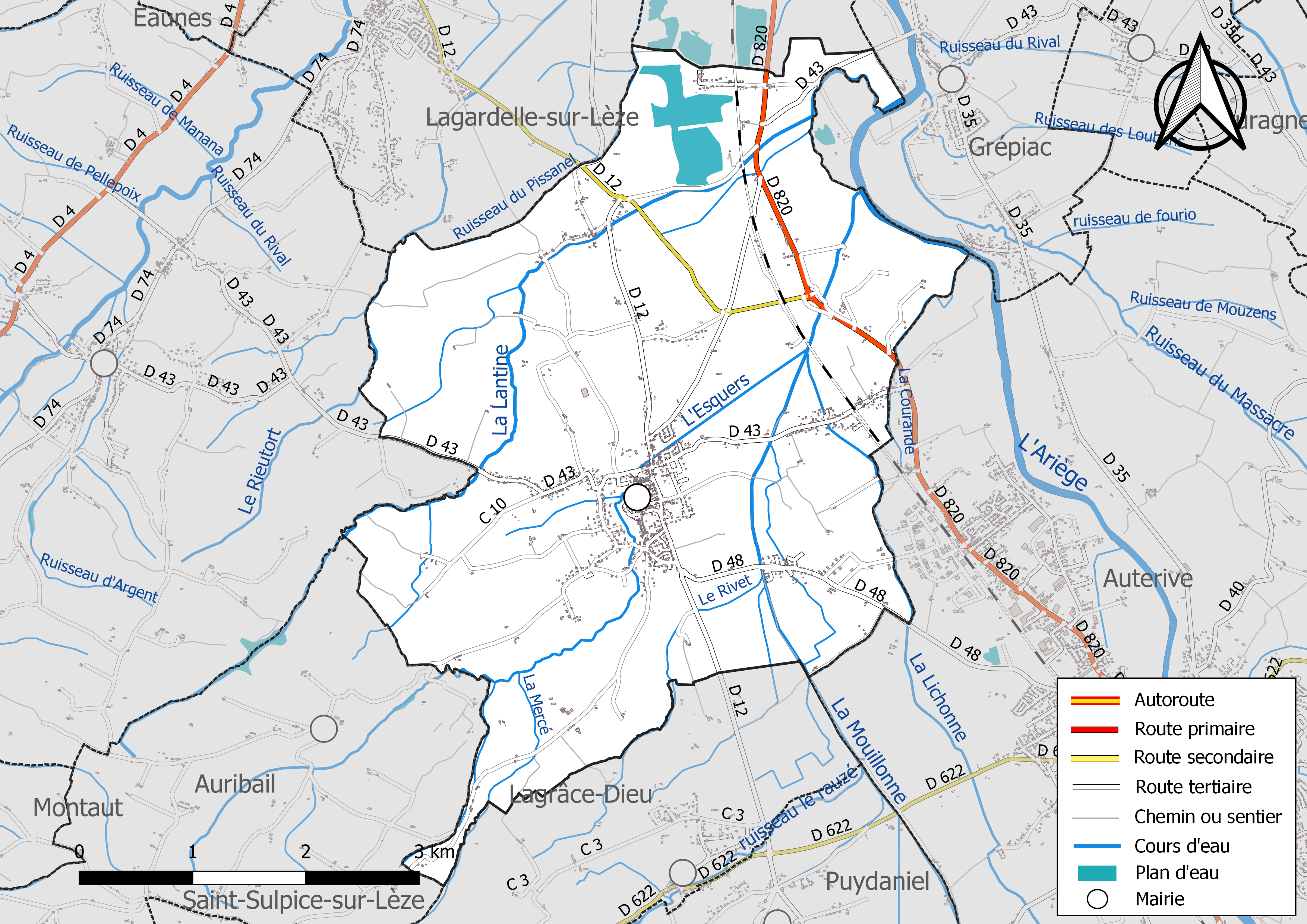
Réseaux hydrographique et routier de Miremont.

La commune est dans le bassin de la Garonne, au sein du bassin hydrographique Adour-Garonne. Elle est drainée par l'Ariège, la Lantine, la Mouillonne, la Lichonne, le Rieutort, l'Esquers, la Courande, la Mercé, le Rivet, le ruisseau du Pissanel, le ruisseau du Pissanet et par divers petits cours d'eau, constituant un réseau hydrographique de 36 km de longueur totale,.
La Lantine, d'une longueur totale de 10,6 km, prend sa source dans la commune d'Auribail et s'écoule du sud-ouest vers le nord-est. Elle traverse la commune et se jette dans l'Ariège à Grépiac, après avoir traversé 4 communes.

### Climat
Pour des articles plus généraux, voir Climat de l'Occitanie et Climat de la Haute-Garonne.
En 2010, le climat de la commune est de type climat du Bassin du Sud-Ouest, selon une étude s'appuyant sur une série de données couvrant la période 1971-2000. En 2020, Météo-France publie une typologie des climats de la France métropolitaine dans laquelle la commune est exposée à un climat océanique altéré et est dans la région climatique Aquitaine, Gascogne, caractérisée par une pluviométrie abondante au printemps, modérée en automne, un faible ensoleillement au printemps, un été chaud (19,5 °C), des vents faibles, des brouillards fréquents en automne et en hiver et des orages fréquents en été (15 à 20 jours).
Pour la période 1971-2000, la température annuelle moyenne est de 13,2 °C, avec une amplitude thermique annuelle de 15,8 °C. Le cumul annuel moyen de précipitations est de 710 mm, avec 9,2 jours de précipitations en janvier et 5,4 jours en juillet. Pour la période 1991-2020, la température moyenne annuelle observée sur la station météorologique la plus proche, située sur la commune de Lherm à 17 km à vol d'oiseau, est de 13,6 °C et le cumul annuel moyen de précipitations est de 620,4 mm,. Pour l'avenir, les paramètres climatiques de la commune estimés pour 2050 selon différents scénarios d’émission de gaz à effet de serre sont consultables sur un site dédié publié par Météo-France en novembre 2022.

### Milieux naturels et biodiversité

#### Espaces protégés
La protection réglementaire est le mode d’intervention le plus fort pour préserver des espaces naturels remarquables et leur biodiversité associée,.
Un  espace protégé est présent sur la commune : 
« la Garonne, l'Ariège, l'Hers Vif et le Salat », objet d'un arrêté de protection de biotope, d'une superficie de 1 658,7 ha.

#### Réseau Natura 2000

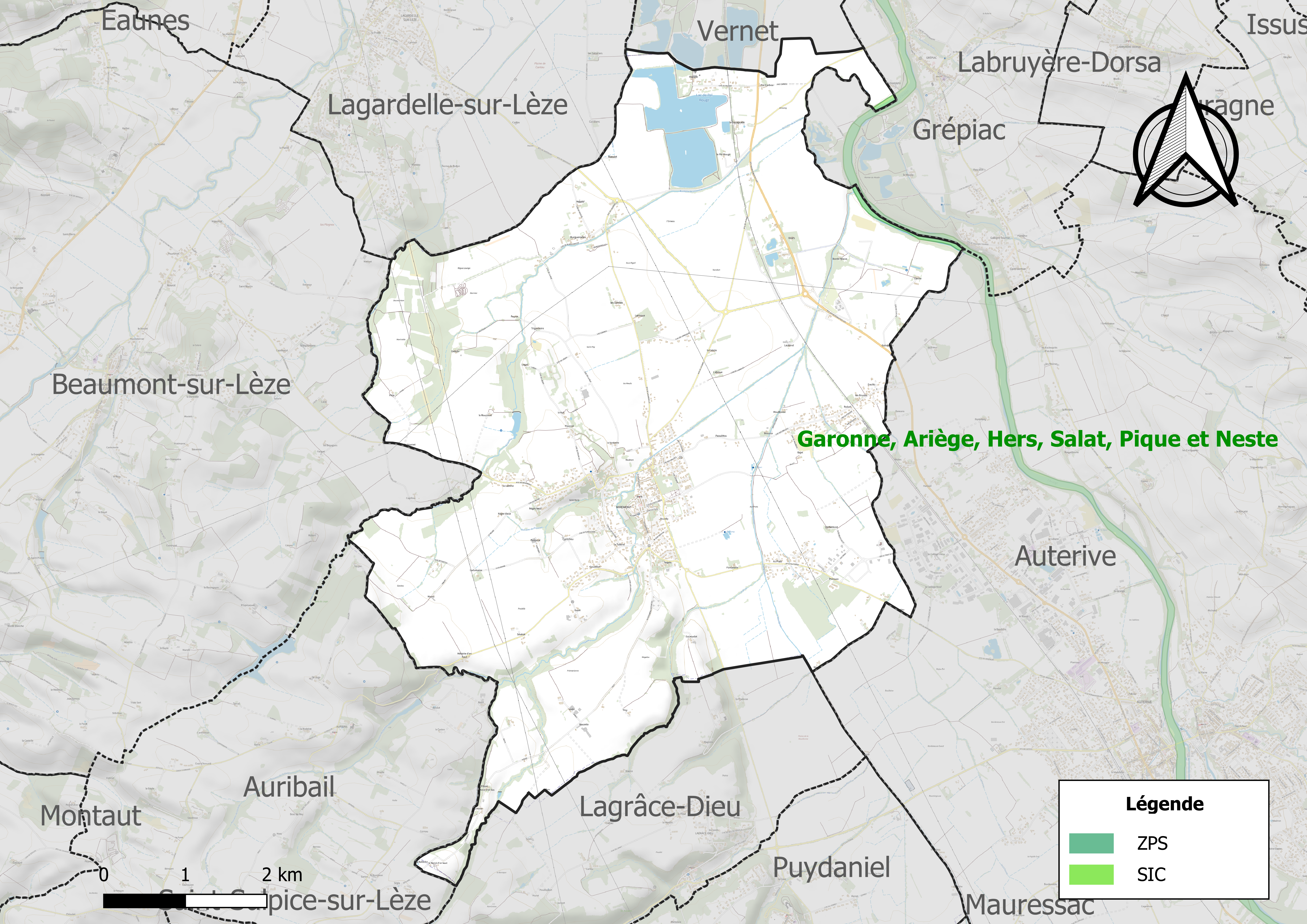
Site Natura 2000 sur le territoire communal.

Le réseau Natura 2000 est un réseau écologique européen de sites naturels d'intérêt écologique élaboré à partir des directives habitats et oiseaux, constitué de zones spéciales de conservation (ZSC) et de zones de protection spéciale (ZPS).
Un site Natura 2000 a été défini sur la commune au titre de la directive habitats : « Garonne, Ariège, Hers, Salat, Pique et Neste », d'une superficie de 9 581 ha, un réseau hydrographique pour les poissons migrateurs (zones de frayères actives et potentielles importantes pour le Saumon en particulier qui fait l'objet d'alevinages réguliers et dont des adultes atteignent déjà Foix sur l'Ariège.

#### Zones naturelles d'intérêt écologique, faunistique et floristique

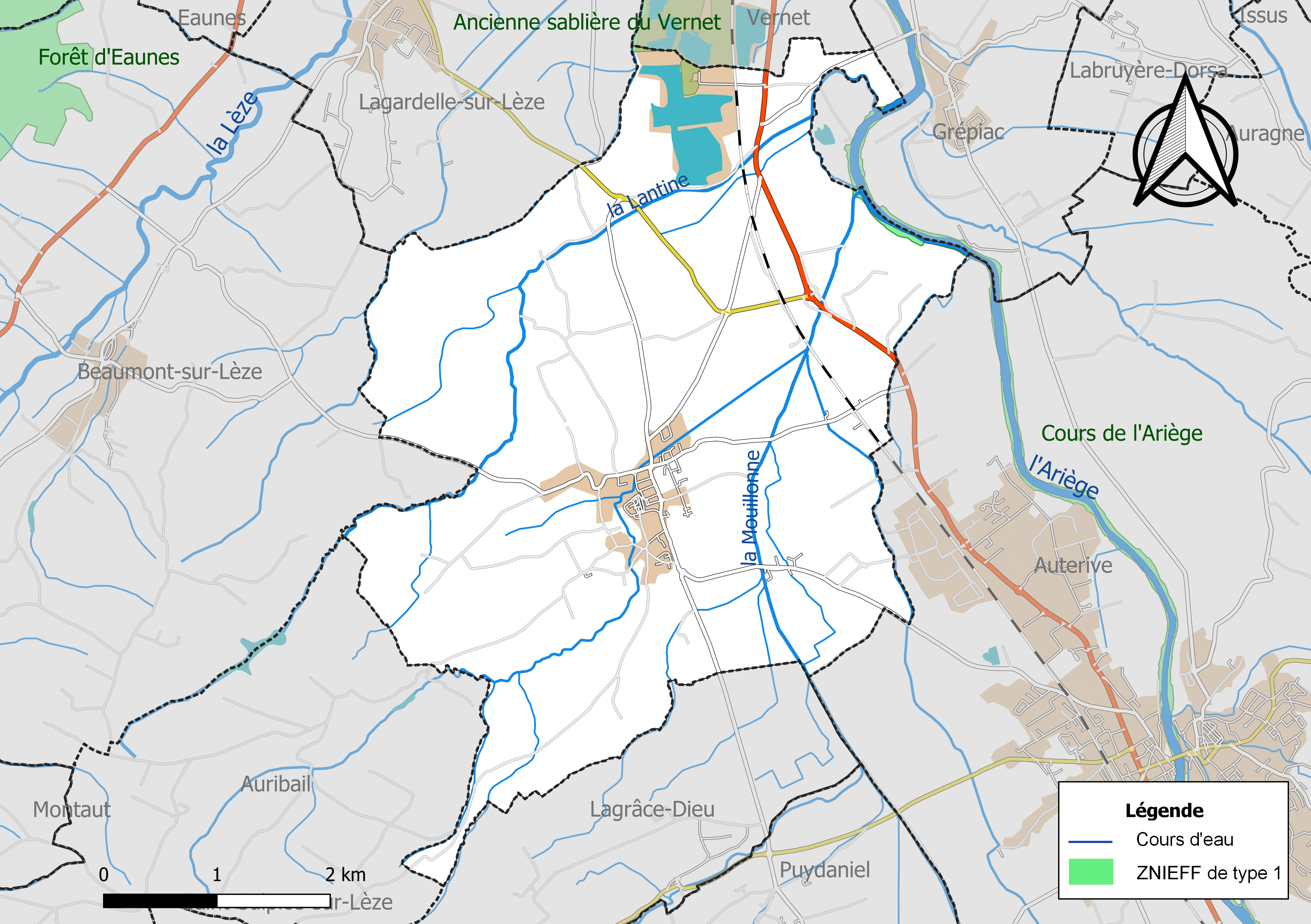
Carte des ZNIEFF de type 1 localisées sur la commune.

L’inventaire des zones naturelles d'intérêt écologique, faunistique et floristique (ZNIEFF) a pour objectif de réaliser une couverture des zones les plus intéressantes sur le plan écologique, essentiellement dans la perspective d’améliorer la connaissance du patrimoine naturel national et de fournir aux différents décideurs un outil d’aide à la prise en compte de l’environnement dans l’aménagement du territoire.
Deux ZNIEFF de type 1 sont recensées sur la commune :
l'« ancienne sablière du Vernet » (67 ha), couvrant 3 communes du département et 
le « cours de l'Ariège » (1 341 ha), couvrant 56 communes dont 43 dans l'Ariège et 13 dans la Haute-Garonne
et une ZNIEFF de type 2, : 
« l'Ariège et ripisylves » (1 975 ha), couvrant 56 communes dont 43 dans l'Ariège et 13 dans la Haute-Garonne.

## Urbanisme

### Typologie
Au 1er janvier 2024, Miremont est catégorisée commune rurale à habitat dispersé, selon la nouvelle grille communale de densité à sept niveaux définie par l'Insee en 2022.
Elle est située hors unité urbaine. Par ailleurs la commune fait partie de l'aire d'attraction de Toulouse, dont elle est une commune de la couronne,. Cette aire, qui regroupe 527 communes, est catégorisée dans les aires de 700 000 habitants ou plus (hors Paris),.

### Occupation des sols

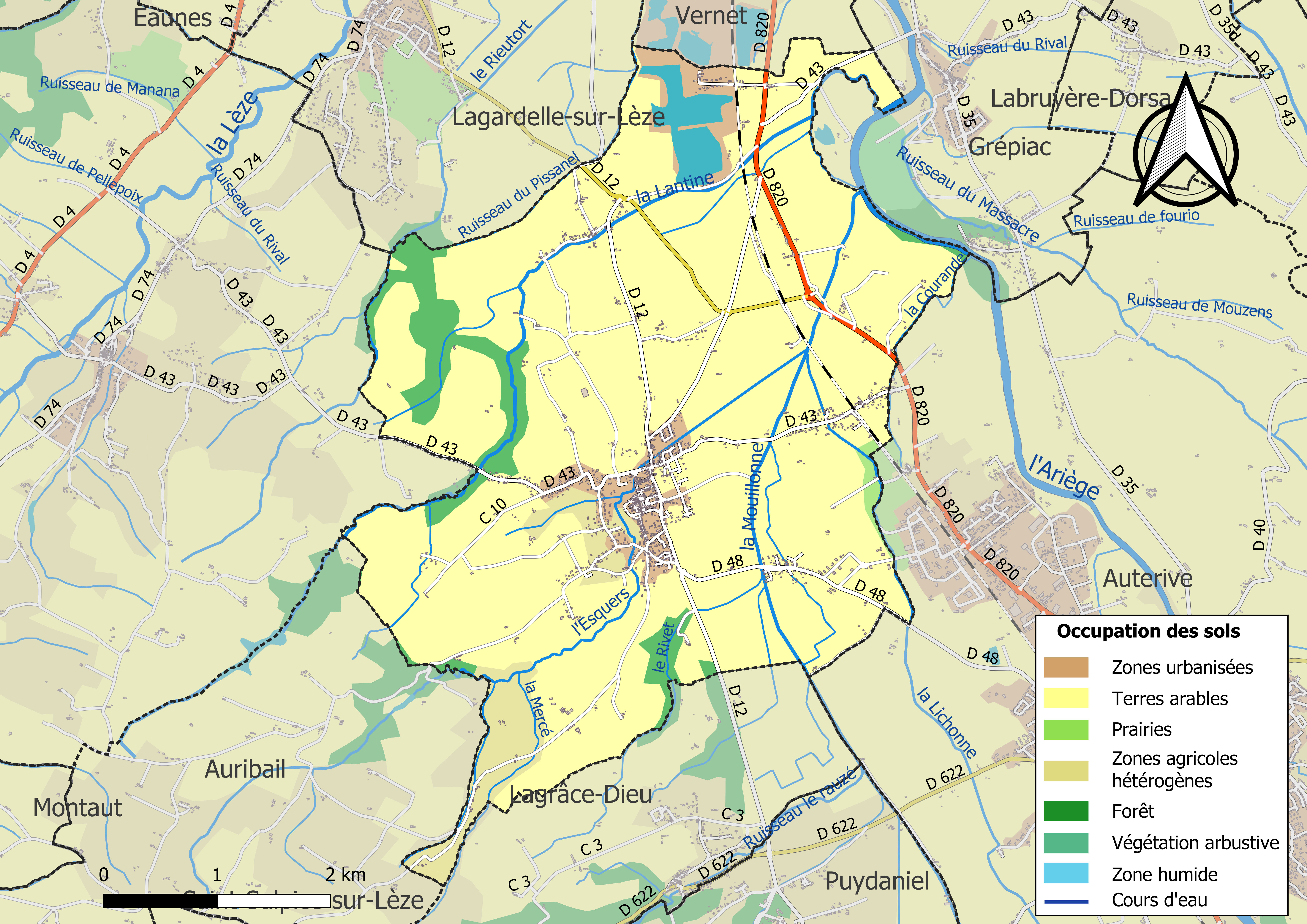
Carte des infrastructures et de l'occupation des sols de la commune en 2018 (CLC).

L'occupation des sols de la commune, telle qu'elle ressort de la base de données européenne d’occupation biophysique des sols Corine Land Cover (CLC), est marquée par l'importance des territoires agricoles (84,9 % en 2018), en diminution par rapport à 1990 (91,1 %). La répartition détaillée en 2018 est la suivante : 
terres arables (81,3 %), zones urbanisées (6,4 %), forêts (5,6 %), zones agricoles hétérogènes (3,1 %), eaux continentales (2,6 %), mines, décharges et chantiers (0,5 %), prairies (0,5 %). L'évolution de l’occupation des sols de la commune et de ses infrastructures peut être observée sur les différentes représentations cartographiques du territoire : la carte de Cassini (XVIIIe siècle), la carte d'état-major (1820-1866) et les cartes ou photos aériennes de l'IGN pour la période actuelle (1950 à aujourd'hui).

### Lieux-dits ou hameaux
Les Bruzes, Burguerolles,

### Voies de communication et transports
- Par la route : Route (D820) ex route nationale 20

- Par le train SNCF : en gare de Venerque - Le Vernet ou en gare d'Auterive par TER Occitanie sur la ligne de Portet-Saint-Simon à Puigcerda (frontière)
- Par l'autobus : les lignes 19 et 45 du réseau Arc-en-Ciel desservent la commune.
- Par l'avion : l'aéroport Toulouse-Blagnac

La ligne 319 du réseau Arc-en-Ciel relie la commune à la gare routière de Toulouse depuis Saverdun, et la ligne 325 relie la commune à la gare de Muret, en correspondance avec la ligne D en direction de Toulouse-Matabiau.

### Risques majeurs
Le territoire de la commune de Miremont est vulnérable à différents aléas naturels : météorologiques (tempête, orage, neige, grand froid, canicule ou sécheresse), inondations, mouvements de terrains et séisme (sismicité très faible). Il est également exposé à un risque technologique, la rupture d'un barrage. Un site publié par le BRGM permet d'évaluer simplement et rapidement les risques d'un bien localisé soit par son adresse soit par le numéro de sa parcelle.

#### Risques naturels
Certaines parties du territoire communal sont susceptibles d’être affectées par le risque d’inondation par débordement de cours d'eau, notamment la Mouillonne et le Lantine. La commune a été reconnue en état de catastrophe naturelle au titre des dommages causés par les inondations et coulées de boue survenues en 1982, 1992, 1998, 1999, 2000, 2005, 2007, 2009 et 2018,.

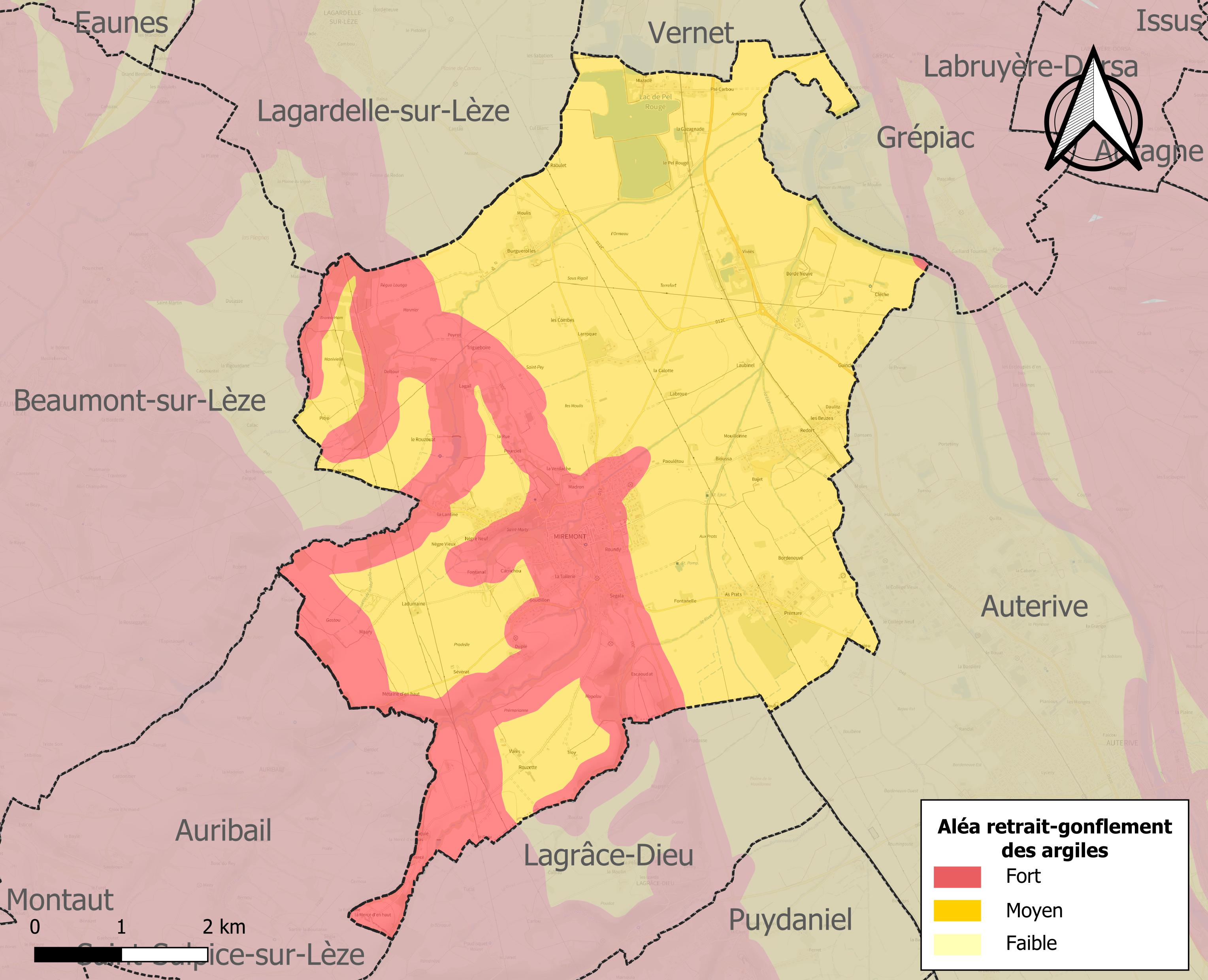
Carte des zones d'aléa retrait-gonflement des sols argileux de Miremont.

La commune est vulnérable au risque de mouvements de terrains constitué principalement du retrait-gonflement des sols argileux. Cet aléa est susceptible d'engendrer des dommages importants aux bâtiments en cas d’alternance de périodes de sécheresse et de pluie. La totalité de la commune est en aléa moyen ou fort (88,8 % au niveau départemental et 48,5 % au niveau national). Sur les 919 bâtiments dénombrés sur la commune en 2019, 919 sont en aléa moyen ou fort, soit 100 %, à comparer aux 98 % au niveau départemental et 54 % au niveau national. Une cartographie de l'exposition du territoire national au retrait gonflement des sols argileux est disponible sur le site du BRGM,.
Par ailleurs, afin de mieux appréhender le risque d’affaissement de terrain, l'inventaire national des cavités souterraines permet de localiser celles situées sur la commune.
Concernant les mouvements de terrains, la commune a été reconnue en état de catastrophe naturelle au titre des dommages causés par la sécheresse en 1989, 2003, 2016 et 2017 et par des mouvements de terrain en 1999.

#### Risques technologiques
La commune est en outre située en aval des barrages de Montbel (Ariège), de Gnioure, de Naguilhes (Ariège), de Laparan (Ariège) et de Soulcem (Ariège). À ce titre elle est susceptible d’être touchée par l’onde de submersion consécutive à la rupture d'un de ces ouvrages.

## Politique et administration

### Rattachements administratifs et électoraux
Miremont appartient à l'arrondissement de Muret et au canton d'Auterive.
Pour l’élection des députés, la commune fait partie de la septième circonscription de la Haute-Garonne, représentée depuis 2017 par Élisabeth Toutut-Picard (LREM).

### Intercommunalité
Depuis le 1er janvier 2017, la commune appartient à la communauté de communes du Bassin Auterivain Haut-Garonnais. Avant cette date, Miremont faisait partie de la communauté de communes de la vallée de l'Ariège, intercommunalité créée en 1994.

### Administration municipale
Le nombre d'habitants au recensement de 2017 étant compris entre 1 500 habitants et 2 499 habitants, le nombre de membres du conseil municipal pour l'élection de 2020 est de dix neuf,.

### Liste des maires
| Période                                  | Période   | Identité           | Étiquette     | Qualité                                                                   |
| ---------------------------------------- | --------- | ------------------ | ------------- | ------------------------------------------------------------------------- |
| 1935                                     | 1944      | Jean Saint-Gaudens |               | Ancien officier Nommé Conseiller départemental en 1943                    |
| 1944                                     | 1947      | Édouard Soulié     |               |                                                                           |
| Les données manquantes sont à compléter. |           |                    |               |                                                                           |
| Maire en 1995                            | mars 2001 | Daniel Régnier     |               | Ingénieur en chef Président du SIERGA (1983 → 2012)                       |
| mars 2001                                | En cours  | Serge Baurens      | Apparenté PCF | Retraité Président de la CC du Bassin Auterivain Haut-Garonnais (2017 → ) |
| Les données manquantes sont à compléter. |           |                    |               |                                                                           |

### Tendances politiques et résultats
- Élection municipale de 2020

## Démographie
| 1793 | 1800  | 1806  | 1821  | 1831  | 1836  | 1841  | 1846  | 1851  |
| ---- | ----- | ----- | ----- | ----- | ----- | ----- | ----- | ----- |
| 827  | 1 006 | 1 036 | 1 176 | 1 248 | 1 227 | 1 252 | 1 250 | 1 350 |

| 1856  | 1861  | 1866  | 1872  | 1876  | 1881  | 1886  | 1891  | 1896  |
| ----- | ----- | ----- | ----- | ----- | ----- | ----- | ----- | ----- |
| 1 385 | 1 386 | 1 323 | 1 323 | 1 265 | 1 221 | 1 157 | 1 175 | 1 110 |

| 1901  | 1906  | 1911  | 1921 | 1926 | 1931 | 1936 | 1946 | 1954 |
| ----- | ----- | ----- | ---- | ---- | ---- | ---- | ---- | ---- |
| 1 080 | 1 059 | 1 025 | 935  | 916  | 913  | 878  | 858  | 881  |

| 1962 | 1968 | 1975 | 1982  | 1990  | 1999  | 2005  | 2006  | 2010  |
| ---- | ---- | ---- | ----- | ----- | ----- | ----- | ----- | ----- |
| 821  | 811  | 866  | 1 078 | 1 217 | 1 445 | 1 776 | 1 837 | 2 086 |

| 2015  | 2020  | 2022  | - | - | - | - | - | - |
| ----- | ----- | ----- | - | - | - | - | - | - |
| 2 389 | 2 687 | 2 787 | - | - | - | - | - | - |

| selon la population municipale des années : | 1968 | 1975 | 1982 | 1990 | 1999 | 2006 | 2009 | 2013 |
| Rang de la commune dans le département      | 103  | 98   | 99   | 103  | 102  | 102  | 98   | 93   |
| Nombre de communes du département           | 592  | 582  | 586  | 588  | 588  | 588  | 589  | 589  |

## Économie

### Revenus
En 2018  (données Insee publiées en septembre 2021), la commune compte 934 ménages fiscaux, regroupant 2 573 personnes. La médiane du revenu disponible par unité de consommation est de 22 220 € (23 140 € dans le département). 52 % des ménages fiscaux sont imposés (55,3 % dans le département).

### Emploi
|                | 2008  | 2013  | 2018  |
| -------------- | ----- | ----- | ----- |
| Commune        | 7 %   | 8,9 % | 5,9 % |
| Département    | 7,7 % | 9,6 % | 9,3 % |
| France entière | 8,3 % | 10 %  | 10 %  |

En 2018, la population âgée de 15 à 64 ans s'élève à 1 574 personnes, parmi lesquelles on compte 79 % d'actifs (73,2 % ayant un emploi et 5,9 % de chômeurs) et 21 % d'inactifs,. Depuis 2008, le taux de chômage communal (au sens du recensement) des 15-64 ans est inférieur à celui de la France et du département.
La commune fait partie de la couronne de l'aire d'attraction de Toulouse, du fait qu'au moins 15 % des actifs travaillent dans le pôle,. Elle compte 378 emplois en 2018, contre 384 en 2013 et 333 en 2008. Le nombre d'actifs ayant un emploi résidant dans la commune est de 1 162, soit un indicateur de concentration d'emploi de 32,6 % et un taux d'activité parmi les 15 ans ou plus de 65 %.
Sur ces 1 162 actifs de 15 ans ou plus ayant un emploi, 164 travaillent dans la commune, soit 14 % des habitants. Pour se rendre au travail, 89,1 % des habitants utilisent un véhicule personnel ou de fonction à quatre roues, 3,4 % les transports en commun, 4,1 % s'y rendent en deux-roues, à vélo ou à pied et 3,4 % n'ont pas besoin de transport (travail au domicile).

### Activités hors agriculture

#### Secteurs d'activités
164 établissements sont implantés  à Miremont au 31 décembre 2019. Le tableau ci-dessous en détaille le nombre par secteur d'activité et compare les ratios avec ceux du département,.
| Secteur d'activité                                                                                        | Commune | Commune | Département |
| Secteur d'activité                                                                                        | Nombre  | %       | %           |
| --- | ------- | ------- | ----------- |
| Ensemble                                                                                                  | 164     | 100 %   | (100 %)     |
| Industrie manufacturière, industries extractives et autres                                                | 12      | 7,3 %   | (5,7 %)     |
| Construction                                                                                              | 41      | 25 %    | (12 %)      |
| Commerce de gros et de détail, transports, hébergement et restauration                                    | 27      | 16,5 %  | (25,9 %)    |
| Information et communication                                                                              | 6       | 3,7 %   | (4,1 %)     |
| Activités financières et d'assurance                                                                      | 5       | 3 %     | (3,8 %)     |
| Activités immobilières                                                                                    | 9       | 5,5 %   | (4,2 %)     |
| Activités spécialisées, scientifiques et techniques et activités de services administratifs et de soutien | 30      | 18,3 %  | (19,8 %)    |
| Administration publique, enseignement, santé humaine et action sociale                                    | 21      | 12,8 %  | (16,6 %)    |
| Autres activités de services                                                                              | 13      | 7,9 %   | (7,9 %)     |

Le secteur de la construction est prépondérant sur la commune puisqu'il représente 25 % du nombre total d'établissements de la commune (41 sur les 164 entreprises implantées  à Miremont), contre 12 % au niveau départemental.

#### Entreprises et commerces
Les cinq entreprises ayant leur siège social sur le territoire communal qui génèrent le plus de chiffre d'affaires en 2020 sont : 
- SARL Constructions Therial, travaux de maçonnerie générale et gros œuvre de bâtiment (1 286 k€)
- Home Services, aide à domicile (268 k€)
- Aux Petits Bonheurs - Apb, commerce d'alimentation générale (230 k€)
- Couleur Coton, commerce de détail de meubles (183 k€)
- Gedelec France, travaux d'installation électrique dans tous locaux (57 k€)

Une zone industrielle (de Pompignal) et des commerces (boulangerie, épicerie, coiffeurs, bar.
L'agriculture basée sur la culture de céréales (maïs, blé...) ont encore une place importante mais tendent à diminuer en faveur de zones résidentielles liées à la proximité de l'agglomération toulousaine puisque étant dans son aire urbaine.

### Agriculture
La commune est dans « les Vallées », une petite région agricole consacrée à la polyculture sur les plaines et terrasses alluviales qui s’étendent de part et d’autre des sillons marqués par la Garonne et l’Ariège. En 2020, l'orientation technico-économique de l'agriculture  sur la commune est la culture de céréales et/ou d'oléoprotéagineuses.
|               | 1988  | 2000  | 2010  | 2020  |
| ------------- | ----- | ----- | ----- | ----- |
| Exploitations | 54    | 24    | 21    | 23    |
| SAU (ha)      | 1 655 | 1 528 | 1 712 | 1 510 |

Le nombre d'exploitations agricoles en activité et ayant leur siège dans la commune est passé de 54 lors du recensement agricole de 1988  à 24 en 2000 puis à 21 en 2010 et enfin à 23 en 2020, soit une baisse de 57 % en 32 ans. Le même mouvement est observé à l'échelle du département qui a perdu pendant cette période 57 % de ses exploitations,. La surface agricole utilisée sur la commune a également diminué, passant de 1 655 ha en 1988 à 1 510 ha en 2020. Parallèlement la surface agricole utilisée moyenne par exploitation a augmenté, passant de 31 à 66 ha.

## Culture locale et patrimoine

### Lieux et monuments

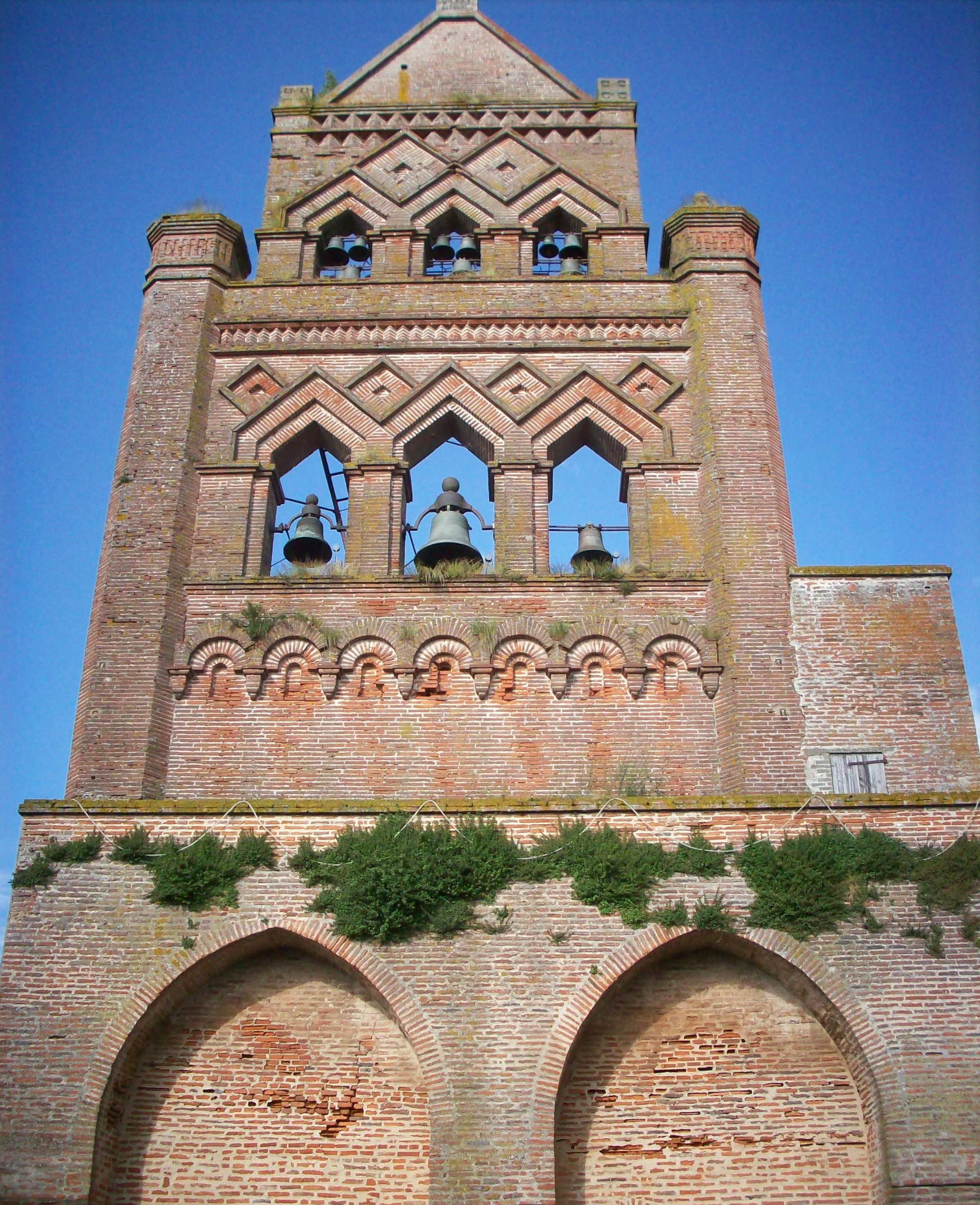
clocher-mur de l'église

- Église Saint-Eutrope à clocher-mur.

## Vie pratique

### Santé
Maison de santé, centre communal d'action sociale, crèche l'Oustalet, pharmacie, sage-femme,

### Enseignement
Miremont fait partie de l'académie de Toulouse.
La commune possède une école maternelle et une école élémentaire.

### Culture
Médiathèque, centre de loisirs et de nombreuses associations, salle polyvalente, festival de rue,

### Activités sportives
Chasse, pétanque, randonnée pédestre, tennis, football, gymnastique, boxe française, judo.

### Écologie et recyclage
La collecte et le traitement des déchets des ménages et des déchets assimilés ainsi que la protection et la mise en valeur de l'environnement se font par le SMIVOM de la Mouillonne.
Sur la commune, il existe une déchèterie (Chemin Loubine), et une station d'épuration.

### Personnalités liées à la commune
- Cédric Fauré
- Sabin Saint-Gaudens, évêque d'Agen de 1976 à 1996, né à Miremont le 24 septembre 1921.
- François Villegardelle né en 1810 à Miremont est un écrivain phalanstérien, puis communiste. Il a publié 'Histoire des idées sociales avant la Révolution" en 1846 et publia également une 'Traduction de La Cité du Soleil de Tommaso Campanella" en 1840[55].
- Jean-François Romieu instituteur à Miremont.
- Raymond du Fauga évêque de Toulouse.
- Auguste Virebent
- Jules Berdoulat maire de la commune à la fin du XIXe siècle, naturaliste dont les collections ont intégré celles du Muséum d'histoire naturelle de Toulouse.

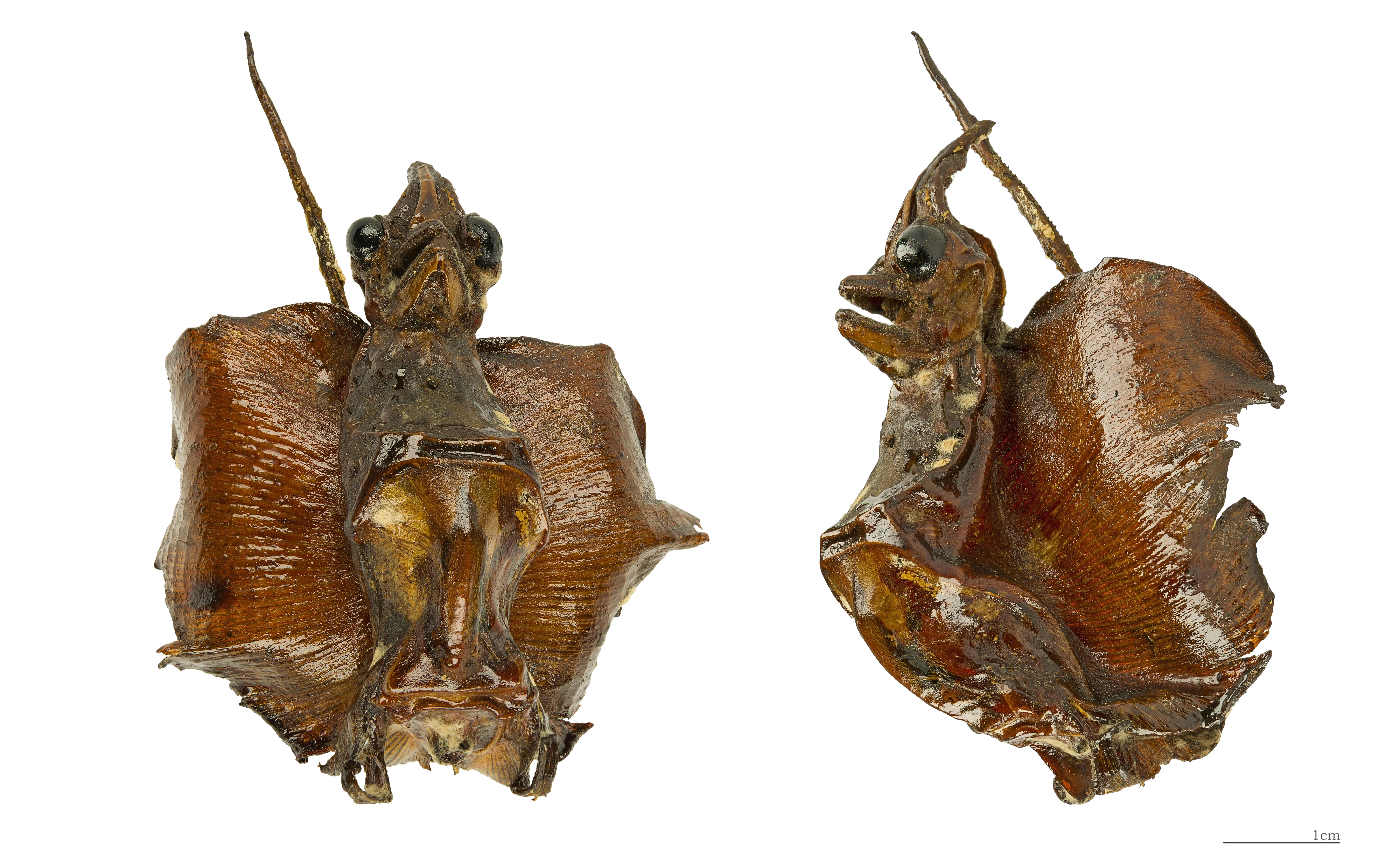
Jenny Haniver forme "petit dragon" - Collection Berdoulat MHNT
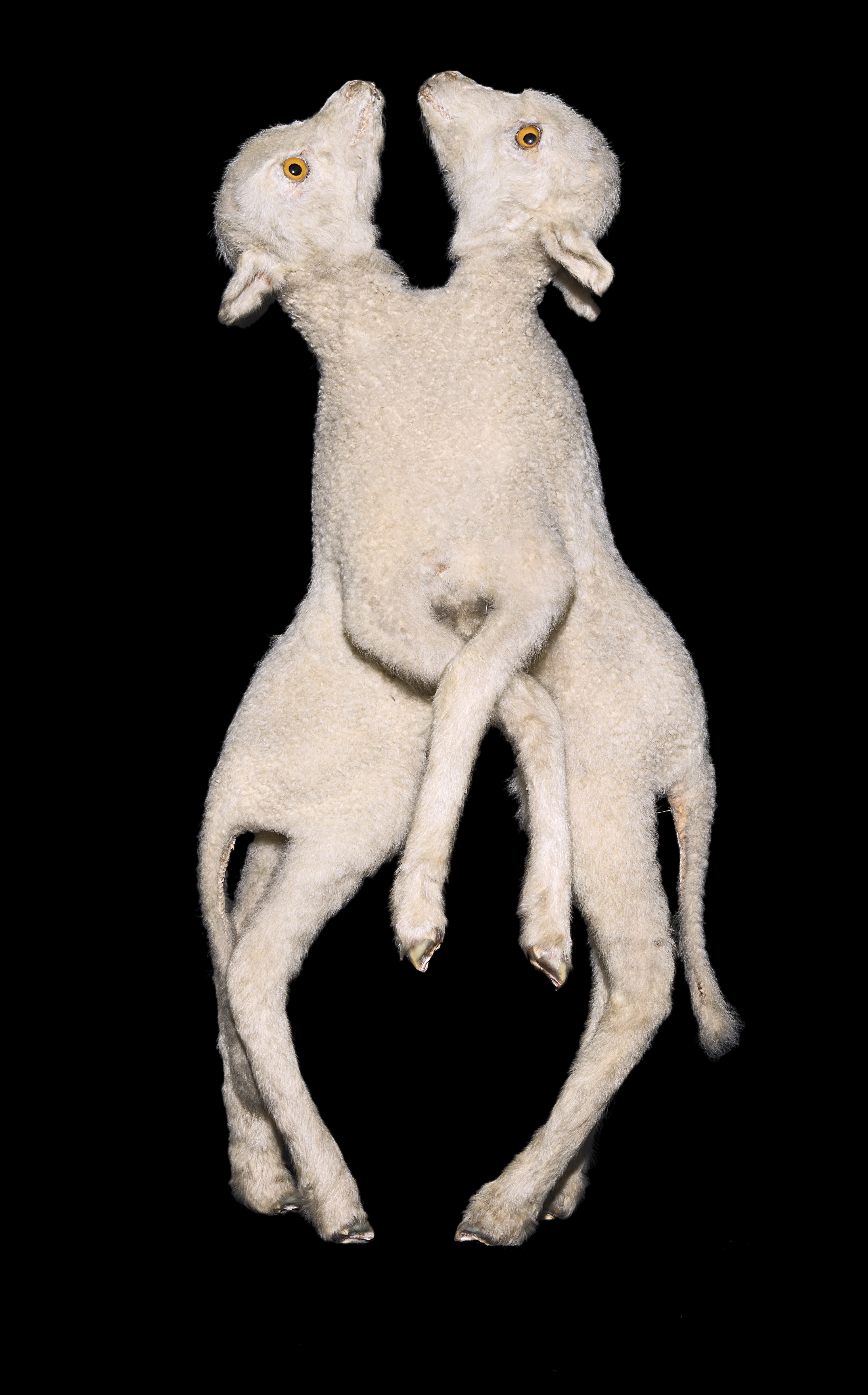
Agneaux siamois - Collection Berdoulat MHNT

### Héraldique
| Miremont | Son blasonnement est : De sinople chapé d'argent. |